# Donald Jackson (Eiskunstläufer)
Donald George Jackson, OC (* 2. April 1940 in Oshawa, Ontario) ist ein ehemaliger kanadischer Eiskunstläufer, der im Einzellauf startete. Er ist der Weltmeister von 1962.
Jackson nahm 1957 zum ersten Mal an einer Weltmeisterschaft teil und belegte dabei den siebten Rang. Auch in den Folgejahren konnte er gute Resultate erzielen, 1959 und 1960 wurde er Vize-Weltmeister, das erste Mal hinter David Jenkins und das zweite Mal hinter Alain Giletti. Bei den Olympischen Spielen 1960 in Squaw Valley gewann er die Bronzemedaille hinter David Jenkins und Karol Divín.
Divin war es auch, den Jackson bei der Weltmeisterschaft 1962 in Prag herausforderte. Nach dem Pflichtprogramm führte der Tschechoslowake in seiner Heimat mit komfortablem Vorsprung. Jackson wusste, dass er in der Kür fast durchgehend Höchstnoten erhalten musste, um noch eine Chance zu haben, Weltmeister zu werden. So sprang Donald Jackson am 15. März 1962 als erster Eiskunstläufer einen dreifachen Lutz. Zur Musik von Carmen eröffnete er so seine Kür vor der begeisterten Menge und erntete große Beifallsstürme. Er bekam auch von den Punktrichtern Höchstnoten und schaffte es somit noch, Divin zu überholen und Weltmeister zu werden. Er war der erste Kanadier, der Eiskunstlauf-Weltmeister wurde. Danach wechselte er ins Profilager und trat unter anderem in Showveranstaltungen auf.
Während seiner Wettkampfkarriere wurde Jackson von Otto Gold, Pierre Brunet, und Sheldon Galbraith trainiert.
1977 veröffentlichte George Gross eine Biographie über Jackson, genannt („King of Blades“). Jackson ist Funktionär und Trainer im Minto Skating Club in Ottawa, Ontario.

## Ergebnisse
| Wettbewerb / Jahr          | 1956 | 1957 | 1958 | 1959 | 1960 | 1961 | 1962 |
| -------------------------- | ---- | ---- | ---- | ---- | ---- | ---- | ---- |
| Olympische Winterspiele    |      |      |      |      | 3.   |      |      |
| Weltmeisterschaften        |      | 7.   | 4.   | 2.   | 2.   |      | 1.   |
| Kanadische Meisterschaften | 2.   | 2.   | 2.   | 1.   | 1.   | 1.   | 1.   |